# 阿禮神社
阿禮神社（あれいじんじゃ、阿礼神社）は、長野県塩尻市にある神社。『延喜式神名帳』に記載される式内社であり、旧社格は県社。

## 祭神
祭神は以下の3柱。
- 須佐之男命（すさのおのみこと）
- 大己貴命 （おおなむちのみこと）
- 誉田別天皇 （ほむたわけのすめらみこと：第15代応神天皇）

## 概要
塩尻市塩尻町に前宮、同市柿沢の明神平に奥社がある。前宮の本殿は三間社流造り、銅板葺きで、一間社流造りの社殿が二つ並ぶ間に、明神平の奥社を遥拝するための扉口を設けた独特の造りが見られる。三社は大宮八幡宮、阿禮大明神、塩尻大明神となっており、江戸時代中期の彫刻が多く施されている。戦国時代には武田氏の庇護を受け、社領の寄進を受けた。
社伝では当初、塩尻峠の東山山麓の五百砥岩付近にあり、奈良時代に柿沢の明神平に遷移した後、江戸時代初頭の中山道塩尻宿の設置に伴い、前宮のみ宿場の西端に遷移したとされる。現在の氏子は、塩尻東地区の7町（上町・室町・中町・宮本町・堀の内・長畝・桟敷）で構成されている。古代東山道の宿駅「覚志駅」は当社の付近に存在したとされる。

## 祭事
- 五百砥祭 5月1日
- 奥社祭 6月29日
- 例大祭 7月10日・11日